# Isole Pickersgill
Le Isole Pickersgill sono un arcipelago di cinque isole disabitate situato a ovest dell'Isola della Georgia del Sud, nell'Oceano Atlantico meridionale. 
Dal punto di vista politico e amministrativo sono parte del territorio d'oltremare britannico. 
Distano oltre 1.800 km dalle coste argentine e oltre 1.400 km dall'Antartide.